# Jacek Olczak
Jacek Olczak (ur. 23 stycznia 1965 w Łodzi) – CEO i dyrektor generalny Philip Morris International. Pierwszy Polak na stanowisku prezesa globalnej firmy.

## Życiorys
Ukończył naukę w XXXI Liceum Ogólnokształcącym im. Ludwika Zamenhofa w Łodzi, a następnie studia ekonomiczne na Uniwersytecie Łódzkim. Po studiach pracował w BDO International w Warszawie i Londynie. W 1993 roku podjął pracę w dziale finansowym polskiego oddziału grupy Philip Morris, następnie w 1995 roku dołączył do oddziału firmy w Lozannie. Tam został dyrektorem europejskiego oddziału koncernu, a następnie dyrektorem finansowym. W 2009 został powołany na stanowisko prezesa na region Unii Europejskiej. Następnie w 2012 został dyrektorem finansowym grupy, a w 2018 dyrektorem operacyjnym. Olczak został dyrektorem generalnym na kolejnym zgromadzeniu akcjonariuszy w maju 2021.
Jego wynagrodzenie wynosiło średnio około 7 milionów dolarów rocznie w latach 2012–2018, a gdy pełnił funkcję dyrektora operacyjnego, osiągnęło 11 milionów dolarów w 2021 roku.

### Życie prywatne
Mieszka wraz z żoną w pobliżu Lozanny. Ma czwórkę dzieci.